# Col de Chipka
Le col de Chipka (en bulgare : Шипченски проход, translittération internationale : Šipčenski prohod) est un col de montagne du Grand Balkan, en Bulgarie, situé à 1 190 mètres d'altitude. Il passe à proximité du mont Chipka. Il relie la plaine danubienne au nord et la plaine de Thrace au sud, la ville de Gabrovo au nord et celle de Kazanlak au sud.
Il fut le lieu d'une série d'affrontements entre les Russes et les volontaires bulgares contre l'Empire ottoman, connus sous le nom de bataille de Chipka lors de la guerre russo-turque de 1877-1878.

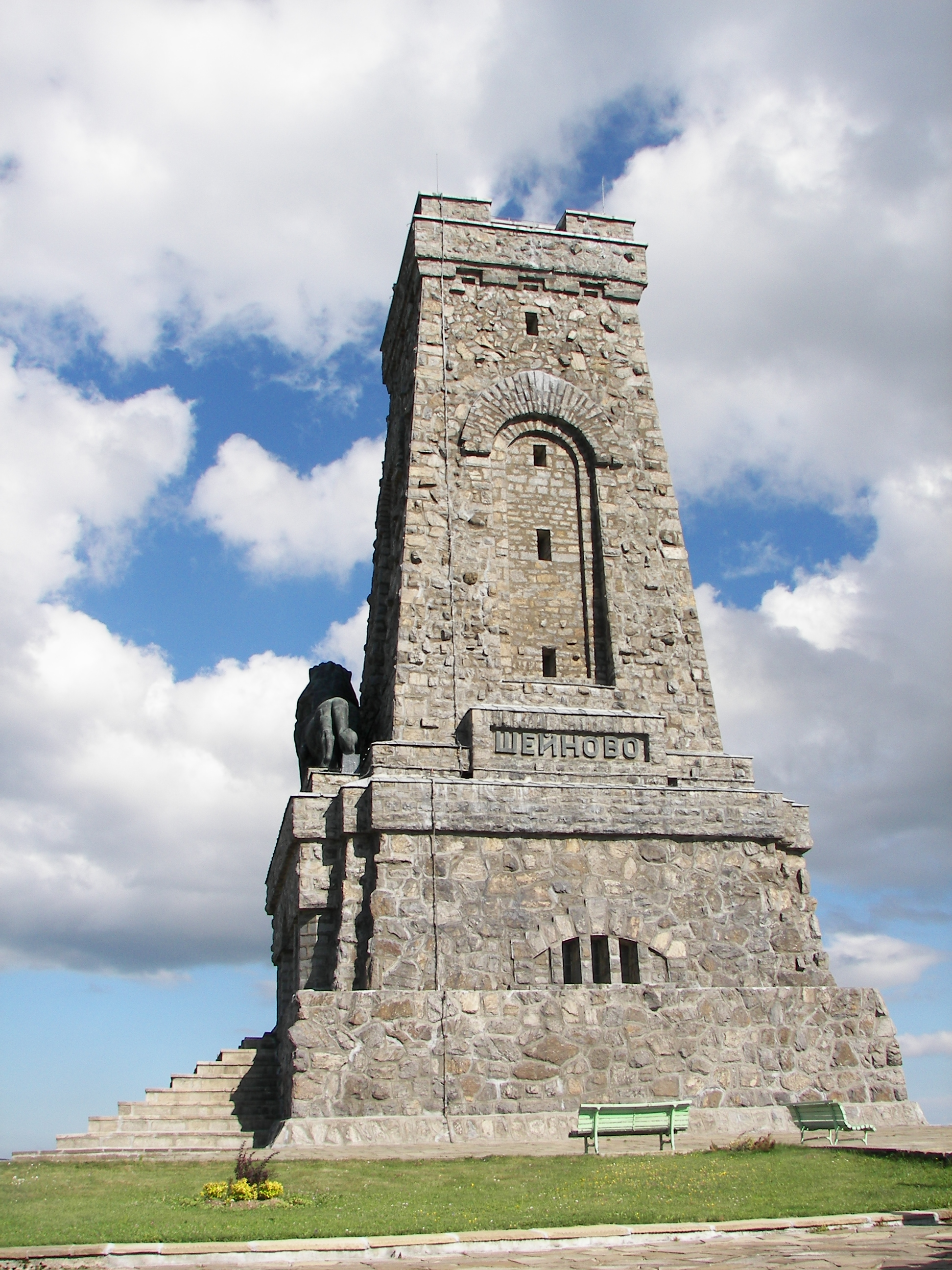
Le monument du col de Chipka.